# شوشا (مجری)
شوشا (انگلیسی: Xuxa؛ زادهٔ ۲۷ مارس ۱۹۶۳) موسیقی‌دان، مجری تلویزیون، خواننده، مدل و بازیگر اهل برزیل است. شوشا تا کنون دو بار جایزه گرمی لاتین برای موسیقی کودکان را از آن خود کرده‌است.
شوشا از جمله ثروتمندترین زنان برزیلی است و دارایی او نزدیک به ۴۰۰ میلیون دلار برآورد شده‌است.